# Ambrotypie

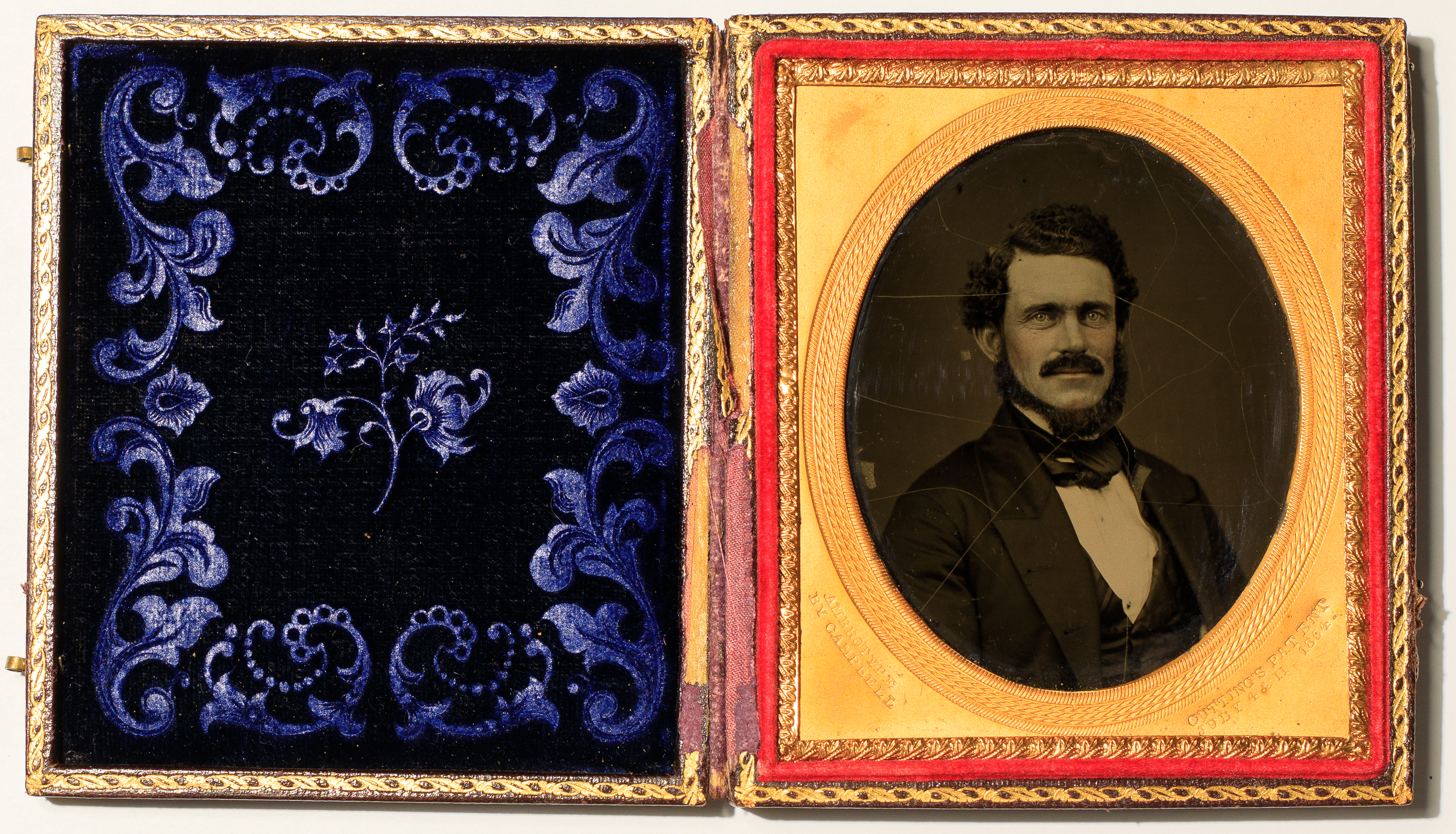
Porträt eines unbekannten Mannes. Ambrotypie (Sechstelplatte) von Hamilton Campbell, zwischen 1854 und 1862.

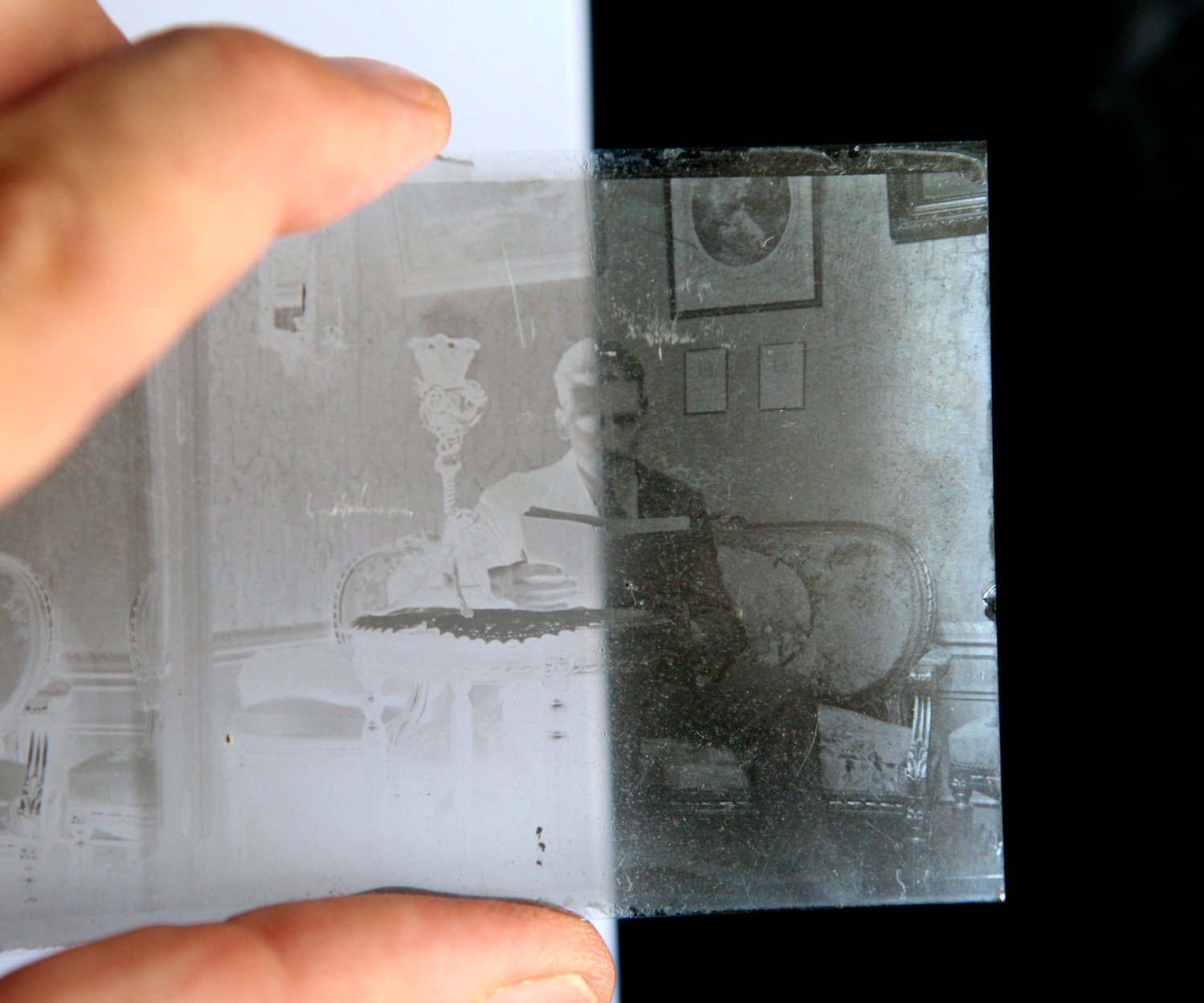
Demonstration des Dunkelfeldprinzips. Das Negativ erscheint vor schwarzem Untergrund als Positiv. Aber es ist keine Ambrotypie. Es handelt sich um ein stereoskopisches Negativ vom Anfang des 20. Jahrhunderts

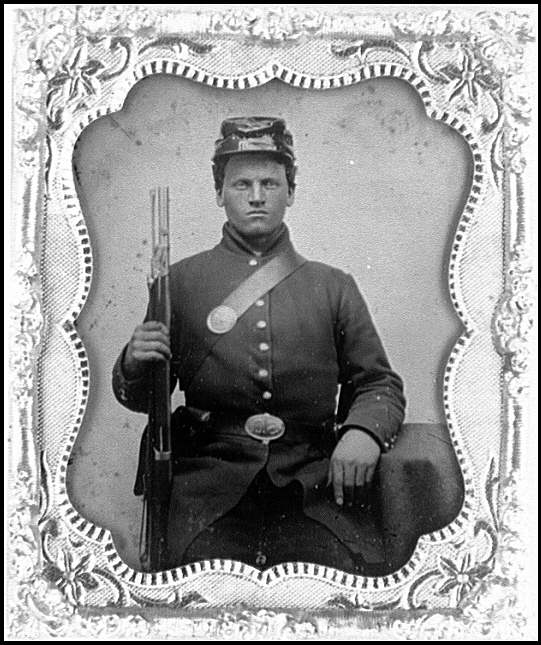
Porträt eines Soldaten aus dem Sezessionskrieg (zwischen 1860 und 1865)

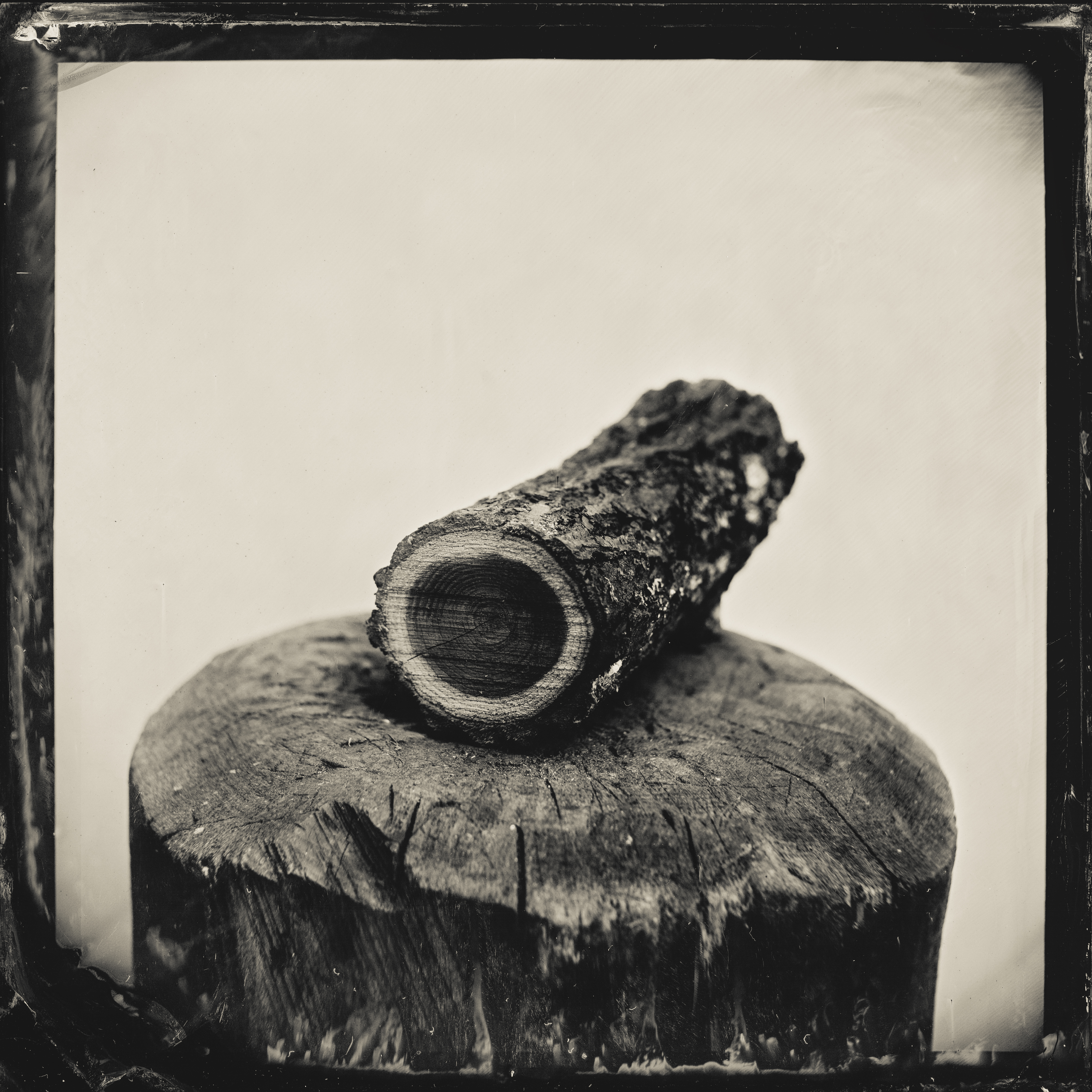
Ambrotypie, Loïc Lambour, 2013

Die Ambrotypie (Melanotypie, Amphitypie oder kurz Ambro, von dem griechischen Wort ambrotos „unsterblich“) ist ein fotografisches Scheinpositiv, das im nassen Kollodiumverfahren hergestellt wird und zwischen 1852 und 1890 verwendet wurde; es wurde vor allem als preiswerter Ersatz für die Daguerreotypie genutzt.

## Verfahren
Die Bildwirkung der Ambrotypie basiert auf einer knapp belichteten und entwickelten iod- und bromsilberhaltigen Kollodiumschicht auf Glas. Das weißliche Glasnegativ wird mit schwarzem Papier oder Samt hinterlegt und erhält so seine positive Bildwirkung (Scheinpositiv); das Negativ erscheint aufgrund des Dunkelfeldprinzips vor einem dunklen Hintergrund als Positiv. Genutzt wird also ein Unikat.

## Geschichte und Entwicklung
Das Verfahren setzte unabhängig voneinander unternommene Experimente und Entdeckungen von Sir John Herschel (1839), dem Bibliothekar A. A. Martin, Frederick Scott Archer (1851) und Peter Wickens Fry voraus; eine erste Beschreibung stammt aus dem Buch Plain Directions for Obtaining Photographic Pictures von J. H. Croucher aus dem Jahr 1853.
1854 ließ der Amerikaner James A. Cutting drei Verfahrensverbesserungen patentieren und verlangte hohe Lizenzgebühren für die Nutzung; 1855 prägte Marcus Aurelius Root (1808–1888) den Begriff Ambrotypie.